# Alberto Domínguez Lorenzo
Alberto Domínguez Lorenzo (Avilés, 2 de abril de 1978) es un deportista español que compitió en remo.
Ganó dos medallas en el Campeonato Mundial de Remo, bronce en 2000 y plata en 2002, en la prueba de cuatro scull ligero. Participó en los Juegos Olímpicos de Atenas 2004, ocupando el decimosegundo lugar en el cuatro scull ligero.

## Palmarés internacional
| Campeonato Mundial | Campeonato Mundial | Campeonato Mundial | Campeonato Mundial  |
| Año                | Lugar              | Medalla            | Prueba              |
| ------------------ | ------------------ | ------------------ | ------------------- |
| 2000               | Zagreb (Croacia)   | Medalla de bronce  | Cuatro scull ligero |
| 2002               | Sevilla (España)   | Medalla de plata   | Cuatro scull ligero |